# U 66 (Kriegsmarine)

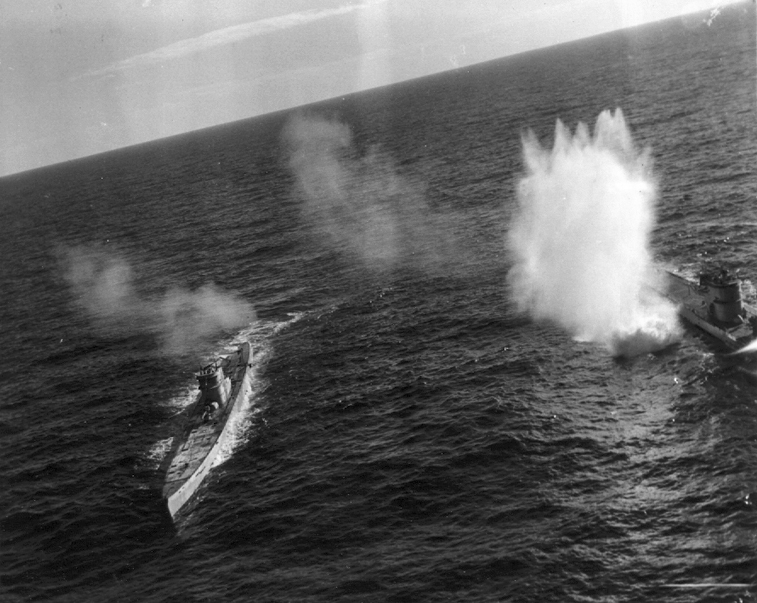
U 66 (links) en U 117 (rechts) die aangevallen worden door Amerikaanse vliegtuigen.

De U 66 was een Duitse U-boot van de IXC-klasse van de Kriegsmarine tijdens de Tweede Wereldoorlog. Hij stond onder commando van kapitein-luitenant-ter-zee Robert-Richard Zapp. Hij vernietigde vijf vrachtschepen voor de Amerikaanse kust tijdens Operatie Paukenschlag.

## Geschiedenis
De U 66 was een van de vijf U-boten die deelnam aan Operatie Paukenschlag. Samen met de U 123 van Oberleutnant Hardegen en Oberleutnant Kals met de U 130, vielen ze met torpedo's Amerikaanse koopvaardijschepen aan die langs de Oostkust van de Verenigde Staten voeren. 
Kapitein-luitenant-ter-zee Richard Zapp kreeg na deze geslaagde missie het Ridderkruis en werd bevorderd tot korvetkapitein.

## Gebeurtenissen U-66
13 september 1942 - Een man van de U 66, Machinematroze II-Klasse (matroos-machinist) Horst Keller, benam zichzelf van het leven.
3 augustus 1943 - De U 66 was in gevecht gewikkeld met Grumman TBF Avenger's en Grumman F4F Wildcat-vliegtuigen van het escorte-vliegdekschip USS Card (CVE-11). Drie man werden gedood en acht gewond, inbegrepen de commandant Oberleutnant-zur-See der Reserve Kurth Schütze, Matrozengefreiter Erich Lorenz en Mechanikergefreiter Heinz Nitsch.

## Ondergang
De U 66 werd tot zinken gebracht op 6 mei 1944 ten westen van de archipel Kaapverdië in positie 17° 17′ 0″ NB, 31° 29′ 0″ WL door dieptebommen en kanonvuur van Grumman TBF Avenger- en Grumman F4F Wildcat / martlet-vliegtuigen van de US escorte-vliegdekschip USS Block Island (CVE-8) en door de torpedobootjager USS Buckley (DE-51) nog eens geramd. Er vielen 24 doden en 36 man overleefden deze aanvallen.

## Commandanten
- 2 Jan, 1941 - 21 Jun, 1942: KrvKpt. Richard Zapp (Ridderkruis)
- 22 Jun, 1942 - 1 Sep, 1943: Kptlt. Friedrich Markworth (Ridderkruis )
- 6 Aug, 1943 - 1 Sep, 1943: Oblt. Paul Frerks
- 2 Sep, 1943 - 6 Mei, 1944: Gerhard Seehausen